# Happelstraße 53 (Heilbronn)

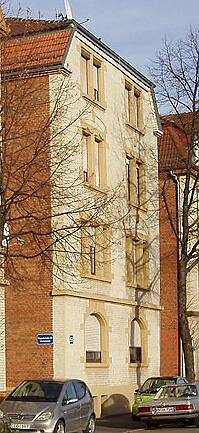
Haus Happelstraße 53

Das Haus Happelstraße 53 ist ein denkmalgeschütztes Gebäude in Heilbronn.
Das Arbeiterwohnhaus wurde nach Plänen des Architekten Schulz aus Heilbronn errichtet. Das Gebäude verfügt über dreieinhalb Stockwerke und wurde in Sichtziegelmauerwerk 1904/05 fertiggestellt.

## Geschichte
1950 gehörte das Gebäude der Witwe Sofie Merkt. 1961 gehörte es ihren Erben.